# Stanniolbarb
Stanniolbarb (Barbonymus schwanenfeldii) är en fiskart som först beskrevs av Pieter Bleeker, 1853.  Stanniolbarb ingår i släktet Barbonymus och familjen karpfiskar. IUCN kategoriserar arten globalt som livskraftig. Inga underarter finns listade i Catalogue of Life.